# Lovelady
Lovelady è un centro abitato degli Stati Uniti d'America situato nella contea di Houston dello Stato del Texas.
La popolazione era di 649 persone al censimento del 2010.

## Geografia fisica
Lovelady è situata a 31°07′42″N 95°26′42″W (31.128422, -95.445035).
Secondo lo United States Census Bureau, ha un'area totale di 1,1 miglia quadrate (2,8 km²), di cui 1,1 miglia quadrate (2,8 km²) di terreno e lo 0,88% d'acqua.

## Società

### Evoluzione demografica
Secondo il censimento del 2000, c'erano 608 persone, 240 nuclei familiari e 175 famiglie residenti nella città. La densità di popolazione era di 543,9 persone per miglio quadrato (209,6/km²). C'erano 293 unità abitative a una densità media di 262,1 per miglio quadrato (101,0/km²). La composizione etnica della città era formata dal 90,95% di bianchi, il 7,40% Black, lo 0,16% di nativi americani, l'1,15% di altre razze, e lo 0,33% di due o più etnie. Ispanici o latinos di qualunque razza erano il 3,12% della popolazione.
C'erano 240 nuclei familiari di cui il 35,0% aveva figli di età inferiore ai 18 anni, il 57,5% aveva coppie sposate conviventi, l'11,7% aveva un capofamiglia femmina senza marito, e il 26,7% erano non-famiglie. Il 24,6% di tutti i nuclei familiari erano individuali e il 16,3% aveva componenti con un'età di 65 anni o più che vivevano da soli. Il numero di componenti medio di un nucleo familiare era di 2,53 e quello di una famiglia era di 3,03.
La popolazione era composta dal 28,8% di persone sotto i 18 anni, il 5,6% di persone dai 18 ai 24 anni, il 23,5% di persone dai 25 ai 44 anni, il 21,1% di persone dai 45 ai 64 anni, e il 21,1% di persone di 65 anni o più. L'età media era di 37 anni. Per ogni 100 femmine c'erano 94,9 maschi. Per ogni 100 femmine dai 18 anni in giù, c'erano 82,7 maschi.
Il reddito medio di un nucleo familiare era di 30.000 dollari e quello di una famiglia era di 40.000 dollari. I maschi avevano un reddito medio di 30.341 dollari contro i 19.028 dollari delle femmine. Il reddito pro capite era di 14.624 dollari. Circa l'11,6% delle famiglie e l'11,2% della popolazione erano sotto la soglia di povertà, incluso il 12,2% di persone sotto i 18 anni e il 15,8% di persone di 65 anni o più.